# Chrysogorgiidae

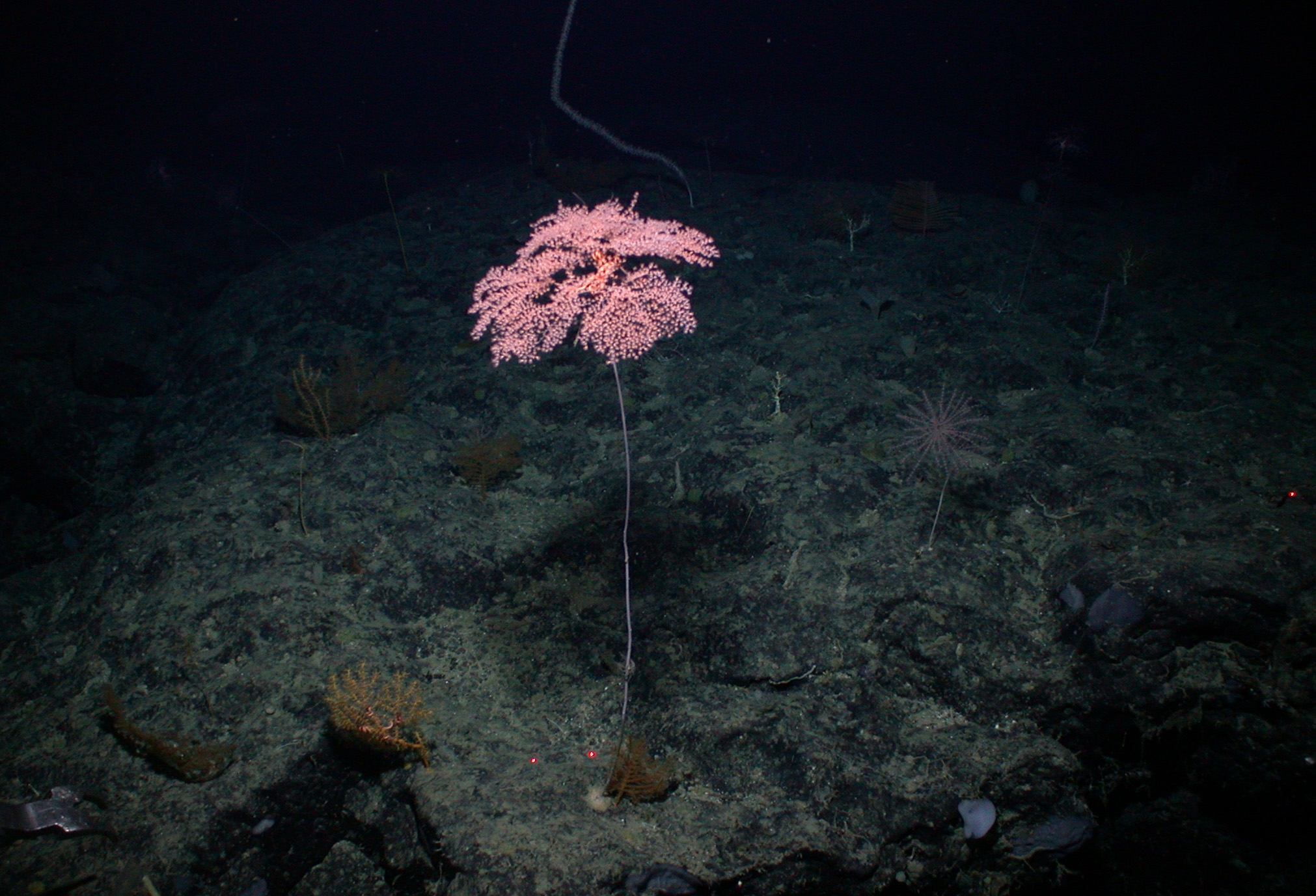
Metallogorgia melanotrichos en montaña marina de Nueva Inglaterra

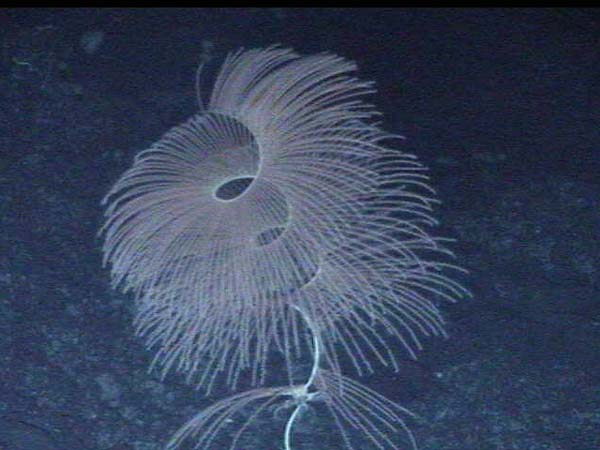
Iridogorgia sp. a 3901 m de profundidad

Chrysogorgiidae es una familia de gorgonias marinas que pertenecen al suborden Calcaxonia, del orden Alcyonacea, dentro de la subclase Octocorallia. 
Enmarcados comúnmente entre los corales blandos, ya que carecen de esqueleto cálcico, como los corales del orden Scleractinia, por lo que no son corales hermatípicos. Forman colonias de pólipos, unidos por una masa carnosa de cenénquima, o tejido común generado por ellos, que recubre una estructura ramificada para soportar la colonia; sustituyendo el carbonato de calcio de los esqueletos de los corales duros, por una sustancia córnea proteínica llamada gorgonina. 
La familia comprende 13 géneros y, aproximadamente, 97 especies de gorgonias, caracterizadas por patrones geométricos de ramificación y un eje fuertemente calcificado, que muestra normalmente un brillo metálico.
La familia no ha sido sometida a análisis filogenéticos moleculares.

## Géneros
El Registro Mundial de Especies Marinas reconoce los siguientes géneros en Chrysogorgiidae:
- Chalcogorgia. Bayer, 1949
- Chrysogorgia. Duchassaing & Michelotti, 1864
- Distichogorgia. Bayer, 1979
- Helicogorgia. Verrill, 1883
- Iridogorgia. Verrill, 1883
- Isidoides. Nutting, 1910
- Metallogorgia. Versluys, 1902
- Pleurogorgia. Versluys, 1902
- Radicipes. Stearns, 1883
- Rhodaniridogorgia. Watling, 2007
- Stephanogorgia. Bayer & Muzik, 1976
- Trichogorgia. Hickson, 1904
- Xenogorgia. Bayer & Muzik, 1976